# Військовий переворот в Іраку (1963)
Переворот 1963 року — військовий переворот в Іраку, в результаті якого було повалено режим генерала Абдель Керіма Касема, й до влади прийшла партія Баас під керівництвом генерала Ахмеда Хасана аль-Бакра, який зайняв пост прем'єр-міністра, й полковника Абдул Салама Арефа, який став президентом.

## Передумови
Після перевороту 14 липня 1958 року в країні поступово зростали суперечності між Вільними офіцерами, які тоді прийшли до влади, та націоналістичними силами. Суперечності загострились після того, як Баас і панарабські націоналісти під керівництвом Абдул Салама Арефа зажадали негайного об'єднання з Об'єднаною Арабською Республікою (ОАР). У свою чергу Іракська комуністична партія, що виступала проти такого об'єднання, пропонувала компромісний варіант співробітництва в економіці, культурі та науці, але без політичного та військового об'єднання.
Стосунки Касема як з його соратниками з Вільних офіцерів, так і з націоналістичними та профспілковими колами, які відіграли значну роль у революції 1958 року, поступово ускладнювались. Погіршувались також і стосунки з компартією. Незважаючи на її прагнення до коаліції з Касемом, той вважав, що комуністичні союзники зрадять його, й почав докладати зусиль щодо їх послаблення, наказавши роззброїти партію й арештувати низку її лідерів.
Серед причин, що призвели до військового перевороту, дослідники називають індивідуалізм Касема, надмірні репресії та страти місцевих лідерів, а також насильство з боку комуністичного ополчення, що діяло в союзі з Касемом. Ще однією можливою причиною перевороту став конфлікт з Абдул Саламом Арефом, якого за вказівкою Касема помістили під домашній арешт. Зміцненню політичної опозиції до режиму Касема сприяла і його підтримка перевороту в Сирії, що призвів до розпаду ОАР.

## Переворот
Повалення Касема сталось 8 лютого 1963 року, в чотирнадцятий день місяця Рамадан. Переворот планувався ще від 1962, однак кілька запланованих його спроб скасовувались через пересторогу передчасного розкриття змови.
Вранці 8 лютого на порозі власного будинку був убитий головнокомандувач військово-повітряних сил Джалаль Авкаті, а за допомогою танків і БТРів повстанці захопили радіостанцію в Абу-Грейбі. Упродовж двох днів відбувались запеклі бої між повстанцями та відданими Касему військами. Сам Касем переховувався в будівлі Міністерства оборони, де бої були особливо важкими. Тим часом прибічники комуністів вийшли на вулиці, протестуючи проти перевороту, що тільки збільшило кількість жертв.
Наступного дня, 9 лютого, Касем зв'язався з заколотниками та запропонував здатись в обмін на життя, що йому й пообіцяли. Після цього він зі своїми генералами та іншими прибічниками залишив будівлю і здався путчистам. Касема, а також двох його генералів Таху аш-Шейх Ахмеда й Фаділя аль-Махдаві посадили в бронетранспортер і привезли до будівлі телебачення та радіо, де на них чекали організатори перевороту Абдель Салам Ареф і Ахмед Хасан аль-Бакр. Там над прем'єром був організований суд, що тривав 40 хвилин і завершився смертним вироком. Скривавлений труп Касема упродовж кількох днів транслювали на телебаченні.

## Наслідки
В результаті перевороту до влади прийшла коаліція націоналістів і правого крила партії Баас. Пост президента зайняв Абдул Салам Ареф, а прем'єр міністра — Ахмед Хасан аль-Бакр. Після цього почались важкі репресії проти комуністів та інших прибічників Касема. Репресії здійснювались силами сформованої Національної гвардії. Від лютого до листопада було вбито близько 5 тисяч осіб, а понад 10 тисяч — ув'язнено. Серед репресованих був і секретар комуністичної партії Салям Аділь.
Вже до вересня 1963 року серед керівників Баас загострились суперечності, в результаті яких Ареф скористався ситуацією, що склалась, і 18 листопада за підтримки військових організував новий державний переворот, усунувши баасистів від влади та встановив у країні режим військової диктатури.